# Garibaldi Spighi
Garibaldi Spighi (12 de junio de 1891-9 de julio de 1978) fue un jinete italiano que compitió en la modalidad de concurso completo. Participó en los Juegos Olímpicos de Amberes 1920, obteniendo una medalla de plata en la prueba por equipos.

## Palmarés internacional
| Juegos Olímpicos | Juegos Olímpicos  | Juegos Olímpicos | Juegos Olímpicos |
| Año              | Lugar             | Medalla          | Categoría        |
| ---------------- | ----------------- | ---------------- | ---------------- |
| 1920             | Amberes (Bélgica) | Medalla de plata | Individual       |